# Trudove, Cervonoarmiisk
Trudove (în ucraineană Трудове) este un sat în comuna Novîi Zavod din raionul Cervonoarmiisk, regiunea Jîtomîr, Ucraina.

## Demografie
Componența lingvistică a localității Trudove
     Ucraineană (99,12%)
     Alte limbi (0,88%)
Conform recensământului din 2001, majoritatea populației localității Trudove era vorbitoare de ucraineană (99,12%), existând în minoritate și vorbitori de alte limbi.